# Pitta
Pitta là một chi chim trong họ Đuôi cụt (Pittidae). Chi này có 14 loài. Chi này trước đây chứa cả các loài hiện nay coi là thuộc về 2 chi Erythropitta và Hydrornis, do một nghiên cứu năm 2009 đã chia họ Pittidae thành 3 chi riêng biệt.

## Các loài
- Pitta anerythra: Đuôi cụt mặt đen
- Pitta angolensis: Đuôi cụt châu Phi
- Pitta brachyura: Đuôi cụt Ấn Độ
- Pitta elegans: Đuôi cụt Elegant
- Pitta iris: Đuôi cụt cầu vồng
- Pitta maxima: Đuôi cụt ngực ngà
- Pitta megarhyncha: Đuôi cụt rừng đước
- Pitta moluccensis: Đuôi cụt cánh xanh[2]
- Pitta nympha: Đuôi cụt bụng đỏ hay đuôi cụt tiên[2]
- Pitta reichenowi: Đuôi cụt ngực lục
- Pitta sordida: Đuôi cụt đầu đen hay đuôi cụt mào[2]
- Pitta steerii: Đuôi cụt ngực thiên thanh
- Pitta superba: Đuôi cụt to
- Pitta versicolor: Đuôi cụt ồn ào